# Руденко Сергій Іванович
Сергі́й Іва́нович Руде́нко (*16 (29) січня 1885, Харків — †16 липня 1969, Ленінград) — український та російський археолог, антрополог і етнограф (учень Федора Вовка). Один із видатних людей свого часу. Перу цього вченого належить понад сотня публікацій з різних галузей знань: археології, антропології, етнографії, мистецтвознавства, гідрології. Людина, яка зробила значний внесок у розвиток української антропології та етнології. Входив до групи студентів, що стали учнями Федора Вовка за часів його викладання у Російській Імперії. Все життя Сергія Івановича було присвячене науці, творчий шлях ученого можна розглядати через призму дослідницької діяльності.

## Життєпис
Народився 16 (29) січня 1885 р. у м. Харкові в дворянській українській родині. Під час навчання в Пермської гімназії став цікавитися етнографічними дослідженнями. Інтерес до етнографії у нього зберігався протягом усього життя. Після закінчення гімназії в 1904 р. С. І. Руденко вступив на природне відділення фізико-математичного факультету Імператорського Санкт-Петербурзького університету.
У 1908 р. опублікував у Паризькому журналі «фр. Revue: des Traditions Populairs» свою першу статтю «Перекази і казки башкир». У тому ж році майбутній учений уперше взяв участь в археологічній експедиції, що займалася розкопками Мезинської палеолітичної стоянки.
Ще студентом С. І. Руденко отримав глибокі знання і практику з цілої низки наукових дисциплін. У 1909 р. він відправився в Сибір для антропологічного, етнографічного та археологічного вивчення хантів, мансі, ненців у рамках наукового проекту Етнографічного відділу Російського музею та за підтримки Томського губернатора Н. Л. Гондатті. Ця експедиція відсунула термін закінчення університету до весни 1910 р. Після цього дослідника залишили на кафедрі географії та антропології, що давало можливість для проведення наукових досліджень і отримання ступеня магістра.
Для підготовки до отримання звання професора Санкт-Петербурзького університету С. І. Руденко в 1913—1914 рр. пройшов закордонне стажування, побувавши в Сирії, Палестині, Єгипті, Туреччині та Італії. Протягом року він слухав лекції і займався антропологією в Парижі. У зазначені роки С. І. Руденко взяв участь у кількох міжнародних конгресах і був обраний членом Паризького антропологічного товариства. Після свого повернення із закордонного відрядження Сергій Іванович став викладати в Петроградському університеті і на Бестужевських курсах. Влітку 1916 р. він як асистент кафедри географії та антропології, а також секретаря університетського Антропологічного товариства і співробітника Етнографічного музею ім. Олександра III взяв участь у топографічній експедиції, яка проводила на Південному Уралі роботи для військового міністерства.
- У 1916 р. С. І. Руденко опублікував першу частину своєї магістерської дисертації «Башкири. Досвід етнологічної монографії» (друга частина опублікована в 1925 р., а перероблене видання обох частин у 1931 р.). За цю роботу в 1918 р. вчена Рада Московського університету присудила йому ступінь магістра географії.
- У 1919–1921 рр. С. І. Руденка спочатку обрали доцентом Новоросійського університету, а потім професором кафедри географії Томського університету, в якому він працював деканом фізико-математичного факультету, а також здійснював різні дослідницькі заходи. Після повернення в Петроград в 1921 р. Сергій Іванович став завідувачем Етнографічного відділу Російського музею і був обраний професором, завідувачем кафедри антропології та етнографії університету.
- У 1920-і рр.. вчений активно працював в Особливому комітеті Академії наук з дослідження союзних і автономних республік. У ці ж роки його обрали старшим науковим співробітником ГАІМК.
- У 1930 р. С.І Руденко був заарештований за сфабрикованою справою. Після засудження його направили в Біломорсько-Балтійський виправно-трудовий табір, звідки його достроково в 1934 р. звільнили. Повністю вченого реабілітували в 1957 р. Під час свого ув'язнення С. І. Руденко досліджував елементи озерної хвилі та їх вплив на захисні споруди. За вдалі розробки в цій області його перевели у відділ гідрології Біломоро-Балтійського комбінату, де він вивчав режим р. Тулома. Результати своєї наукової діяльності в цій галузі Сергій Іванович представив як дисертацію на здобуття наукового ступеня доктора технічних наук.
- З 1944 р. С. І. Руденко відновив викладання в Ленінградському університеті. У 1945 р. дослідника нагородили медаллю «За доблесну працю у Великій Вітчизняній війні 1941–1945 рр.». У 1950 р. його затвердили у вченому званні професора на кафедрі зі спеціальності «фізична географія». У 1953 р. вчений за завданням дирекції Інституту археології АН СРСР організував при Ленінградському відділенні Лабораторію археологічних технологій.
- У 1947–1950 рр. керівник археологічної експедиції в район гірського Алтаю, що виявила пазирицькі поховання.
- 23 лютого 1967 С. І. Руденка перевели на пенсію, але залишили науковим консультантом лабораторії. За внесок у розвиток науки Сергій Іванович у 1954 р. був нагороджений орденом «Знак пошани», а в 1964 р. Географічне товариство СРСР присудило йому золоту медаль П. П. Семенова-Тян-Шанського.

Видатний вчений помер 16 липня 1969 р. і похований на Шуваловському кладовищі в Санкт-Петербурзі.

## Праці
- (фр.)Traditions et contes bachkirs // Revue de traditions populaires. Paris, 1908. Vol. 23. № 2-3. P. 49-63.
- (фр.)Traditions et contes bachkirs // Revue de traditions populaires. Paris, 1909а. Vol. 24. № 4-6. P. 129—136.
- (рос.)Башкиры // Новый энциклопедический словарь. СПб., 1909б. Т. 5. Стб. 483—508. Библиогр.: стб. 508.
- (рос.)Вогулы // Новый энциклопедический словарь. СПб., 1909в. Т. 11. Стб. 46-47. Библиогр.: стб. 47.
- (рос.)Грузины // Новый энциклопедический словарь. СПб., 1909г. Т. 15. Стб. 134—146. Библиогр.: стб. 136.
- (рос.)Камчадалы // Новый энциклопедический словарь. СПб., 1909д. Т. 20. Стб. 665—666.
- (рос.)Корелы или Карелы // Новый энциклопедический словарь. СПб., 1909е. Т. 22. Стб. 751—754. Библиогр.: стб. 754.
- (рос.)Культ предков // Новый энциклопедический словарь. СПб., 1909ж. Т. 23. Стб. 632—634.
- (рос.)Чувашские надгробные памятники // МЭР. СПб., 1910а. Т. 1. С. 81-88.
- (рос.)Этнографические коллекции из бывших Российско-Американских владений // МЭР. 1910б. Т. 1. С. 155—200 (в соавторстве с Ф. К. Волковым).
- (рос.)Добывание огня трением у чувашей // Труды студ. науч. кружков физ.-мат. фак-та СПб. ун-та. 1911. Т. 1. Вып. 1. С. 61-67.
- (рос.)Предварительный отчёт об экспедиции на Север Тобольской губ. // Отчёт Этнографического отдела Русского музея Императора Ал-ра III за 1910 г. СПб., 1912. Приложение. С. 44-50. (94/95)
- (рос.)По поводу опыта антропологической классификации населения земного шара А. А. Ивановского // ЕРАО. 1913. Т. 4. С. 159—172.
- Погляд на антропольогічні відносини в украіньского народу // Праці наукова ім. Т. Г. Шевченка. Львів, 1914а. С. 1-9 (в соавт. с И. Раковским).
- Etudes de la crâne ossements humains // BMSA de Paris. 1914б, janv. P. 1-6 (в соавт. с И. Раковским).
- (рос.)Предметы из остяцкого могильника возле Обдорска // МЭР. Петроград, 1914в. Т. 2. С. 35-56.
- Notes sur les variations de l'inclinaisons de la tête du fémur etsur la hauteur ischio-suscoty loidienne suivant l'indice busto-ceulique // BMSA de Paris. 1914г, mai. P. 200—204.
- Resultats de mensuration antropologique sur le peuplade du Norouest de la Sibérie // BMSA de Paris. 1914д, mars. P. 123—143.
- (фр.)Etudes de la squelettes Gaulois // BMSA de Paris. 1914е, juin. P. 257—268.
- (рос.)Антропологическое исследование инородцев Северо-Западной Сибири // ЗАН. Сер. 8: Физ.-мат. отд. 1914ж. Т. 33. № 3. С. 1-125, 7 л. ил.
- (рос.)Инородцы нижней Оби (Этнографический очерк) // ТОЗ. СПб., 1914з. Т. 3 (1909—1918). С. 28-44, ил., 2 табл., 1 л. карт, 1 прилож.
- (рос.)Лаклинская и Игнатьева пещеры Южного Урала // ТОЗ. СПб., 1914и. Т. 3. С. 118—132, 5 табл., 2 л. карт.
- (рос.)Размеры бедра и таза в пропорциях человеческого тела // ЕРАО. 1915а. Т. 5. С. 89-98.
- (рос.)Половое бессилие в этнографической литературе // Якобзон И. Половое бессилие. Пг., 1915б. С. 5-12.
- (рос.)Пособие для остеометрии. Пг., 1915в. 30 с., ил., табл. 1916
- (рос.)Башкиры: Опыт этнологической монографии. Ч. I: Физический тип башкир // ЗРГО по отд. этногр. Пг., 1916а. Т. 43. Вып. 1. 312 с., ил., 4 л. карт.
- (рос.)Лебедев Н. Н. (некролог) // ЕРАО. 1916б. Т. 6. С. V—VIII.
- (рос.)Указатель русской антропологической литературы за 1912 и 1913 гг. // ЕРАО. 1916в. Т. 6. С. 167—176. (95/96)
- (рос.)Обычай // Новый энциклопедический словарь. Пг., 1916г. Т. 29. Стб. 194—197.
- (рос.)Огонь // Новый энциклопедический словарь. Пг., 1916д. Т. 29. Стб. 249—253.
- (рос.)Одежда // Новый энциклопедический словарь. Пг., 1916е. Т. 29. Стб. 262—270.
- (рос.)Орочи // Новый энциклопедический словарь. Пг., 1916ж. Т. 29. Стб. 698—699.
- (рос.)Орудие // Новый энциклопедический словарь. Пг., 1916з. Т. 29. Стб. 715—717.
- (рос.)Остеометрия // Новый энциклопедический словарь. Пг., 1916и. Т. 29. Стб. 721—723.
- (рос.)Остяки // Новый энциклопедический словарь. Пг., 1916к. Т. 29. Стб. 862—865.
- (рос.)Отчёт о раскопках Прохоровских курганов // МАР. 1918а. № 37. С. 2-12.
- (рос.)Описание скелетов из Прохоровских курганов (приложение к статье Ростовцева М. И. «Курганные находки Оренбургской области эпохи раннего и позднего эллинизма)» // МАР. 1918б. № 37. С. 84-102.
- (рос.)Остатки первобытного человека в Южной Африке // Экскурсионное дело. 1921. № 2-3. С. 240—242.
- (рос.) Ископаемые люди // Географический вестник. Пг., 1922а. Т. I. Вып. 2-3. С. 21-24.
- (рос.)Последние данные к вопросу о происхождении человека // Природа. 1922б. № 89. С. 3-10.
- (рос.)Географический и этнографический очерк Сибири // Вся Сибирь: Справочная и адресная книга на 1924 год. Л.: Изд-во Сев.-Зап. областного отделения Главной конторы «Известия ЦИК СССР и ВЦИК», 1924а. С. 1-16.
- (рос.)Предисловие к книге Крофорда. Человек и его прошлое: Пер. с англ. Ф. А. Фиельструп; Под ред. С. И. Руденко. Л., 1924б. С. 11-12.
- (рос.)Инструкция для измерения черепа и костей человека: Материалы по методологии археологической технологии. Л.: РАИМК, 1925а. 40 с. (96/97)
- (рос.)Башкиры: Опыт этнологической монографии. Ч. 2: Быт башкир // ЗРГО по отд. этногр. Л., 1925б. Т. 43. Вып. 2. 330 с., ил., 4 л. карт.
- (рос.)Погребение человека каменного века в восточном Алтае // Природа. 1926а. № 1-2. Стб. 108—109.
- (рос.)Главнейшие успехи антропологии в СССР за время Революции // Научный работник. 1926б. № 1. С. 33-42.
- (рос.)Алтайская экспедиция // Этнографические экспедиции 1924 и 1925 гг. Гос. Русского музея. Л., 1926в. С. 61-78.
- (рос.)Современное состояние и ближайшие задачи этнографического изучения турецких племён // Первый всесоюзный тюркологический съезд. Баку, 1926г. С. 58-66.
- (рос.)Могильник Кудыргэ на Алтае // МЭ. 1927а. Т. 3. Вып. 2. С. 37-52 (в соавт. с А. Н. Глуховым).
- (англ.)Physical Antropology in Russia (USSR) // American Journal of physical antropology, 1927б, july-september. Vol. 10. № 3. P. 483—486.
- (рос.)Антропологические особенности западных казаков // Мат. Особого Комитета по исслед. Союзн. и авт. Респ. 1927в. Вып. 3. С. 7-59.
- (рос.)Очерк быта казаков бассейна рек Уила и Сагыза // Мат. Особого Комитета по исслед. Союзн. и авт. Респ. 1927г. Вып. 11. С. 83-134.
- Погляд на антропольогічні відносини в украіньского народу // Пр. наукова товариства ім. Т. Г. Шевченка. Б. И., 1928. C. 1-10 (в соавт. с И. Раковским).
- (рос.)Перевес // Мат. по этн. Издание Гос. Русского музея. 1929а. Т. 4. Вып. 2. С. 1-12 (рец. на фр. яз.).
- (рос.)Графическое искусство остяков и вогул // Мат. по этн. Издание Гос. Русского музея. 1929б. Т. 4. Вып. 2. С. 13-40 (рец. на фр. яз.).
- (рос.)Исключительная находка на Алтае: интервью с С. И. Руденко // Ленинградская правда. 1929в. 17 мая.
- (фр.)Les sépultures de l’époque des kourganes de Minoussinsk // L'Antropologie. Paris, 1929г. T. 39. P. 401—430.
- (рос.)Объяснительная записка к этнографической карте Сибири // Труды комиссии по изучению племенного состава населения (97/98)
- (рос.)СССР и сопредельных территорий / Ред. издания акад. С. Ф. Ольденбург и С. И. Руденко. Л.: Изд-во АН СССР, 1929д. № 17.
- (рос.)Очерк быта северо-восточных казаков // Материалы комиссий экспедиционных исследований. Вып. 15: Казаки: Сб. ст. антропологического отряда Казакстанской экспедиции АН СССР. Исслед. 1927 / Под ред. С. И. Руденко. Сер. казакстанская. Л.: Издание АН СССР, 1930а. С. 1-72.
- (рос.)К палеоантропологии Южного Алтая // Материалы комиссий экспедиционных исследований. Вып. 15: Казаки: Сб. ст. антропологического отряда Казакстанской экспедиции АН СССР. Исслед. 1927 / Под ред. С. И. Руденко. Сер. казакстанская. Л.: Издание АН СССР, 1930б. С. 137—148.
- (рос.)«Скифское» погребение Восточного Алтая // СГАИМК. 1931. № 2. С. 25-31, ил.
- (рос.)Эмпирические данные об элементах волны на озерах средней величины и искуственных бьефах // За качество. Медвежья Гора, 1932. 1 дек. № 8. С. 116—119.
- (рос.)Волны и ветер // За качество. Медвежья Гора, 1933а. 2 мая. С. 221—224.
- (рос.)Сгонные и нагонные явления на озере Выг // За качество. Медвежья Гора, 1933б. 18 мая. С. 225—228.
- (рос.)Донный лед на реке Нижний Выг // Беломор.-Балт. Комбинат. Медвежья Гора, 1935а. № 4. С. 13-15 (в соавт. с Н. И. Бочановским).
- (рос.)Приливы и отливы на участке Нижне-Туломского строительства // Беломор.-Балт. комбинат. Медвежья Гора, 1935б. № 5. С. 11-16.
- (рос.)Пропуск паводка 1935 г. через Нижне-Туломский гидротехнический узел // Беломор.-Балт. комбинат. Медвежья Гора, 1935в. № 10-11. С. 40-44.
- (рос.)Вопросы расчёта потерь на испарение при проектировании водохранилищ // Труды гос. гидролог. ин-та. 1938. Вып. 2. С. 255—286. (98/99)
- (рос.)Об учёте влияния ледяного и снегового покровов на водный баланс естественных и искусственных водоемов // Метеорология и гидрология. 1939. № 1. С. 56-68 (в соавт. с В. Г. Андреяновым).
- (рос.)Вопросы расчета потерь на испарение при проектировании водохранилищ // Труды Гос. гидролог. ин-та. Вып. 2: Вопросы гидрофизики. 1941. С. 285—286, ил. Библиогр.: с. 284—286.
- (рос.)Скифская проблема и алтайские находки // ИАН. Серия ист. и филос., 1944. Т. 1. № 6. С. 266—275, ил.
- (рос.)К методике изучения элементов озерной волны // Науч. бюл. ЛГУ. 1946. № 7. С. 31-34.
- (рос.)Древние наконечники гарпунов азиатских эскимосов // ТИЭ. Новая серия. 1947а. Т. 2. С. 233—256, ил.
- (рос.)Древняя культура Берингова моря и эскимосская проблема. М.; Л.: Изд. Главсевморпути, 1947б. 135 с., ил., карт. Библиогр.: с. 114—116.
- (рос.)Второй Пазырыкский курган: Результаты работ экспедиции ИИМК АН СССР в 1947 г. Предварительное сообщение. Л.: Гос. Эрмитаж, 1948а. 64 с., ил., 15 л., карт.
- (рос.)Культура доисторического населения Камчатки // СЭ. 1948б. № 1. С. 153—179.
- (рос.)Испарения с водной поверхности и потери на испарение с больших водохранилищ // Труды Гос. гидролог. ин-та. 1948в. Вып. 357. С. 3-90.
- (рос.)Культура Алтая времени сооружения Пазырыкских курганов // КСИИМК. 1949а. Вып. 26. С. 97-109, ил.
- (рос.)Предварительное сообщение о раскопках в Улагане 1947 г. // СА. 1949б. № XI. С. 261—270.
- (рос.)Искусство скифов Алтая. М.: Изд. ГМИИ им. А. С. Пушкина, 1949в. 90 с., ил. (в соавт. с Н. М. Руденко).
- (рос.)Татуировка азиатских эскимосов // СЭ. 1949г. № 1. С. 149—154. (99/100)
- (рос.)Древнейшая скифская татуировка // СЭ. 1949д. № 3. С. 133—143.
- (рос.)К древнейшей истории Горного Алтая: Горноалтайская экспедиция ИИМК АН СССР 1949 г. // ВИ. 1950а. № 2. С. 155—159.
- (рос.)Раскопки Пазырыкской группы курганов // КСИИМК. 1950б. Вып. 32. С. 11-25, ил.
- (рос.)Пятый Пазырыкский курган // КСИИМК. 1951а. Вып. 37. С. 106—116.
- (рос.)Башадарские курганы // Тез. докл. на сессии Отд. ист. и филос. и пленуме ИИМК, посвящ. итогам археологических исследований 1946—1950 гг. М., 1951б. С. 49-51.
- (рос.)Сокровища Пазырыкских курганов // По следам древних культур. М., 1951в. С. 113—142, ил.
- (рос.)Стрелы и принадлежности для стрельбы из лука // Исторический памятник русского мореплавания XVII в. М.; Л., 1951 г. С. 97-102 (в соавт. с Я. В. Станкевич).
- (нім.)Der Zweite Kurgan von Pazyryk. Arbeits ergebnisse der Expedition des Instituts für Geschichte der Materiallen Kultur der Akademie der Wissenschaften der UdSSR v.g. 1947. Berlin, 1951д. 96 s., mit. i1; 15 sit.
- (рос.)Башадарские курганы // КСИИМК. 1952а. Вып. 45. С. 30-39, ил.
- (рос.)Горноалтайские находки и скифы. М.; Л., 1952б. 268 с., ил. Библиогр.: с. 259—261.
- (рос.)Культура населения Горного Алтая в скифское время. М.; Л., 1953. 402 с., ил., 120 табл. Библиогр.: с. 377—380.
- (рос.)В курганах Горного Алтая: Работы Института истории материальной культуры (беседа с начальником экспедиции С. И. Руденко) // Вечерний Ленинград. 1954. 22 окт. 1955
- (рос.)Башкиры: Историко-этнографические очерки. М.; Л.: Изд-во АН СССР, 1955а. 392 с., ил., 5 л. карт. (100/101)
- (рос.)О датировке Горноалтайских курганов // ВИ. 1955б. № 11. С. 120—123.
- (рос.)Сокровища Горного Алтая // Нева. 1955в. № 4. С. 134—140, ил.
- (рос.)К вопросу о датировке и историко-культурной оценке горноалтайских находок // СА. 1957а. Т. 27. С. 301—306.
- (рос.)О древних связях Китая с племенами Алтая // Каогу сюэбао. 1957б. № 2 (16). С. 37-48 (на кит. яз.).
- (італ.)I grifoni custodi dell'oro // Realta sovietica Roma. 1957в. An 5. № 6. P. 28-29, 6 photo (на итал. яз.).
- (англ.)The mythological Eagle, the Gryphon, the winged Lion and the Wolf in the Art of Northern Nomads // Artibus Asiae. 1958а. Vol. 21. № 2. P. 101—122, il. 5 tb.
- (рос.)О чём поведали курганы // Наука и жизнь. 1958б. № 10. С. 23-25, ил.
- (англ.)The Troove of Pazyryk Horison // Magasine of the Arts. N.Y., 1960а. № 1, janv. P. 110—112, il.
- (рос.)Алтай и его древние обитатели // Доклады на ежегодных чтениях памяти Л. С. Берга. ГО. М.; Л., 1960б. Чт. IV—VII, 1956—1959. С. 60-74.
- (рос.)Культура населения Центрального Алтая в скифское время. М.; Л., 1960в. 360 с., ил.
- (рос.)Культура населения Горного Алтая в скифское время и её связи с культурами Азии и Китая // Научная конференция по истории Сибири и Дальнего Востока. Секция археологии, этнографии, антропологии и истории Сибири и Дальнего Востока дооктябрьского периода: Доклады. Иркутск, 1960г. С. 45-46.
- (рос.)Усть-Канская палеолитическая стоянка // МИА. 1960д. № 79. С. 104—125, ил.
- (рос.)Рец. на кн.: М. П. Грязнов. Древнее искусство Алтая: Альбом. Л., 1958 // СА. 1960е. № 1. С. 312—315.
- (англ.)The Ust’-Kanskais paleolitnic cave site Siberia // American Antiquiti. 1961а. Vol. 27. № 2. P. 203—215, il. Bibliogr.: p. 314.
- (рос.)Искусство Алтая и Передней Азии. Середина I тысячелетия до н.э. М., 1961б. 68 с., ил., 9 л. ил. Библиогр.: с. 65-66. (101/102)
- (рос.)К вопросу о формах скотоводческого хозяйства и о кочевниках // МЭ. Ч. I: Доклады за 1958—1961 гг. 1961в. С. 1-15.
- (англ.)The ancient cultur of the Bering sea and eskumo problem (Transl. P. Tolstoy) // Toronto: Univ. Toronto press, 1961г. 198 p., il., cart., 38 tb. Il.
- (англ.)(фр.)(рос.)Жидкие сцинтилляторы для радиоуглеродного датирования в археологии // Radioisotops in the physical sciences and Industry. Vienna: Internat. Atomic Energey Ageney, 1962а. Vol. 1. P. 91-99 (Proceedings of the Conference on the use of radioisotopes in the physical sciense and industry held by the international atomic energy agency, with the cooperation of the United Nations educational, scientifique and cultural organisation at Copenhagen, 6-17 sempt. 1960. in 3 vols. (в соавт. с Е. Е. Стариком, В. В. Артемьевым, С. В. Бутомо, В. М. Дрожжиным, Е. Н. Романовой).
- (рос.)Культура хуннов и Ноинулинские курганы. М.; Л.: Изд-во АН СССР, 1962б. 205 с., ил., 73 л. ил. Библиогр.: с. 203—204.
- (рос.)Сибирская коллекция Петра I. М.; Л., 1962в. 52 с., ил., 27 табл. Библиогр.: с. 40.
- (рос.)Счётчик веков // Звезда. 1962г. № 5. С. 182—183.
- (рос.)Григорий Николаевич Потанин как этнограф // ИВГО. 1963а. Т. 95. Вып. 2. С. 177—180.
- (рос.)Из истории древней металлургии и литейного дела // МЭ. 1963б. Вып. 3. С. 17-26.
- (рос.)Предисловие к книге «Новые методы в археологических исследованиях»: Сб. ст. / Отв. ред. С. И. Руденко. Л., 1963в. С. 3-8.
- (рос.)О работе радиоуглеродной лаборатории Института археологии АН СССР // Абсолютная геохронология четвертичного периода. М., 1964а. С. 17-19.
- (нім.)Die Sibirische Sammlung Peters I. Düsseldorf, 1964б. S. 1-67.
- (англ.)The Culture of Prehistorie Population of Kamchatka // The Archaeology and Geomorphology of Northen Asia. Canada, 1964в. P. 265—295.
- (англ.)Gold Guarding Griffins. Southern Siberia in Scythian times. N.Y., 1965а. 128 p., il. (102/103)
- (рос.)К вопросу об историческом синтезе. По поводу одной дискуссии // ДЭ. Л., 1965б. Вып. I (4). С. 59-65.
- (рос.)Археологические исследования П. К. Козлова в аспекте исторической географии // ИВГО. 1966а. Т. 98. № 3. С. 240—246 (в соавт. с Л. Н. Гумилевым).
- (рос.)О возрасте сибирских мамонтов // ДЭ. 1966б. Вып. 3. С. 51-55.
- (англ.)Bibliographical references to Central Asia and the Caucasus // Series of the Peabody Musem of Archaelogy and Ethnology. Harvard: Un-ty press, 1966в. Vol. 3. P. 175—177.
- (рос.)Ноин-Ула // Советская историческая энциклопедия. М., 1967а. Т. 10. Стб. 301.
- Пазырык // Советская историческая энциклопедия. М., 1967б. Т. 10. Стб. 723—724.
- Итоги дискуссий по проблеме этногенеза // Доклады отделений и комиссий ГО. Л., 1967в. Вып. 3. С. 108—112.
- (рос.)Культура бронзы Минусинского края и радиоуглеродные датировки // Доклады отделений и комиссий ГО. Л., 1968а. Вып. 5. С. 39-45.
- Древнейшие в мире художественные ковры и ткани из оледенелых курганов Горного Алтая. М.: Искусство, 1968б. 136 с. (рец. на англ., фр., нем. яз.).
- Падзирику Кофун-но // Согудо-то харедзуму согд. Токио, 1968в. С. 5-38 (1 ст. из кн. "По следам древних культур, 1951) (на япон. яз.).
- (рос.)Рец. на кн.: Э. Б. Вадецкая. Древние идолы Алтая. [ошибка, д. б.: Енисея] М.; Л., 1967. 78 с. // СА. 1969а. № 2. С. 286—288.
- (нім.)Die Kultur der Hsiung-nu und die Hügelgräber von Noin-Ula (Übers. Auf dem Rüss. M. Pollems; Vorwort K. Iettmar // Antiquitas Reihe. Bonn, 1969б. Bd. 7. № 3. 320 s., il.
- (нім.)Studien über das Nomadentum // Vichwirschaft und Hirtenkultur. Ethnographische Studien. Bd.: Akadémiae. Kiady, 1969в. S. 15-32.
- Юбилей уцайы менэн бер-ике тел к (Несколько пожеланий в связи с юбилеем) / Предисл. Т. Сагитова // Совет Башкортостаны. 1969г, 21 марта (на башк. яз. 103/104)
- (рос.)Опыт применения методов естественных наук к исследованию неолитических памятников // Доклады отделений и комиссий ГО. 1970а. Вып. 15. С. 38-59, ил. Библиогр.: с. 59.
- (англ.)Frozen Tombs of Siberia: The Pazyryk burials of iron age horsemen (Transl. autors revisions. Pref. M.W. Thomson) // Berkeley; Los Angeles: Univ. Calif. Press, 1970б. 340 p., il., kart. (72 tb., il.).
- (рос.)Предисловие к книге Л. Н. Гумилёва «Поиски вымышленного царства». М., 1970в. С. 3-8.
- (рос.)Раздел этнография // Географическое общество за 125 лет (в соавт. с Н. Н. Степановым). Л.: Наука, 1970г. С. 193—200, ил.
- (рос.)Сравнительная этнография тангутов и их потомков // Этнография народов СССР / ГО. Отд. этногр.: Сборник, посвящ. памяти С. И. Руденко. Л., 1971а. С. 21-30. Библиогр.: с. 30.
- (рос.)Искусство Алтая и Южной Сибири в скифское время // История искусства народов СССР. М., 1971б. Т. 1. С. 255—275, ил.
- (нім.)Die Ugrie und die Nenzen an Unteren Ob: Ihre Vergangen heit und ihre Familien und Sippenver haltnisse // AE. T. 21 (1-2). Budapest, 1972
- (рос.)Башкирские сказки и поверия // Археология и этнография Башкирии. Уфа, 1973. Т. 5. С. 17-31.
- (рос.)Скифская проблема и алтайские находки // Антология советской археологии (1941—1956). М., 1996. Т. III.